# کیم ته‌یئون (بازیگر)
کیم ته‌یئون (انگلیسی: Kim Tae-yeon؛ زادهٔ ۳ ژانویهٔ ۱۹۷۶) مانکن و بازیگر اهل کره جنوبی است.
از فیلم‌هایی که در آن نقش داشته می‌توان به دروغها اشاره کرد.